# 京营
京营，中国明代部队的一种编制，一般认为于洪武初设立。明成祖迁都北京後，分设京师京营和南京京营。京师京营又称三大营，拱卫京城，可分为五军营、三千营、神机营。